# Barátok közt (14. évad)
A Barátok közt 14. évadát 2011. augusztus 22-től 2012. június 29-ig vetítette az RTL Klub.

## Cselekmény
|  | Alább a cselekmény részletei következnek! |

### Berényi Miklós és a hozzá közel állók
Miután Miklós Balázs után ment a robbantás előtt álló épületbe, rájuk omlik a ház. Mentőcsapatot küldenek a kimentésükre. Balázs kisebb sérülésekkel megússza, de Miklós kis híján életét veszti a romok alatt. Végül mindkettejüket kimentik, Miklós azonban kórházba kerül, ahol kiderül, hogy nem tudja mozgatni a lábát, így járni is csak tolókocsival képes. Nem tudják, hogy ez az állapot meddig fog tartani, ezért Balázs, aki már hősként tekint az apjára, elhatározza, hogy hozzáköltözik, és segít neki mindenben. Közben Nóra és Attila kapcsolata is válságosra fordul, éppen Nóra Miklós iránt tanúsított együttérző magatartása miatt. A Júliával váltott csók mindenesetre titokban marad. Miklós kihasználja elesett helyzetét, hogy visszahódítsa Nórát, s ezért, bár rájön, hogy tud járni, mások előtt továbbra is azt játssza, hogy ül egy tolókocsiban - míg Claudia le nem leplezi. Furcsa módon ez Balázst nem dühíti fel, ő továbbra is az apja mellett áll, és Nóra előtt is az ő pártját fogja. De Miklós nem adja fel a mesterkedést: sorozatosan próbál keresztbe tenni Attilának. Ő közben ajánlatot tesz Nórának: nem szeretne vele összeházasodni, de maradjanak együtt. Ez Nórát nagyon feldühíti, és az események hatalmas láncolatát indítja be. Attila kétségbeesésében, egy Miklóssal folytatott párbeszéd után elhatározza, hogy megkeresi a lányát, Karolinát, aki még mindig pincérnőként dolgozik. Felajánl neki egy szállodai állást. Miklós, amint értesül a dologról, nekilát nyomozni Karolina után. Miután kideríti, hogy Karolina és Böbe, az édesanyja rengeteg tartozást halmoztak fel, a helyzetet kihasználva lefizeti Karolinát, hogy színleljen intim kapcsolatot Attilával Nóra szeme láttára, aki azonban első meglepettségében elárulja, hogy Attila nem más, mint az apja. Karolina összeomlik a hír hallatán, ráadásul mivel Nóra és Attila a sokk ellenére együtt maradnak, Miklós megtagadja tőle az összeget, ezért kénytelen egy lepusztult, olcsó albérletbe költözni, ahová Böbe már nem követi, helyette visszaköltözik Németországba. Attila megpróbál utólag édesapjává válni Karolinának, és kellemes időket töltenek együtt, mígnem Karolina állásajánlatot kap a Balatonnál, és leköltözik oda. Attilát megviseli a hír, ám Nóránál vigaszra lel: kibékülnek, és egy eljegyzési gyűrűt ajándékoz neki, mely annak a záloga, hogy nem házasodnak össze. Időközben felbukkan a házban egy ellenszenves idegen, aki Zoltán egy régi csalását kihasználva pénzt zsarol ki a Kft-től, hogy szerencsejáték-tartozását törleszteni tudja. Az illetőt Gulyás Bencének hívják, és egy értékbecslő fia, apját Zoltán az intézet felújításakor lefizette, hogy nagyobbat tudjon kaszálni a lakásárakon. Kiutat keresve Miklós és Nóra követségbe indulnak egy tanyára, ahol egy másik egykori értékbecslő lakik, akivel Zoltán tárgyalt, Majoros Emília. Ám segítség helyett egy kínos titok birtokába jutnak, ugyanis Emíliát Zoltán nem pénzzel fizette le, hanem echte megcsalta vele Claudiát. Mikor Emília visszajuttatja Miklósnak a Zoltántól kapott ékszereket, Timi felpróbál közülük egy pár fülbevalót, melyeket Claudia felismer, és mikor számonkéri Miklóst, Nóra kénytelen elmondani neki a teljes igazságot, mely Claudiát lesújtja, ráadásul Emília azt is elárulja neki, hogy Zoltán a villában feküdt le vele.

### Berényi András és a hozzá közel állók
Julit nagyon kínosan érinti a csók, és retteg a lelepleződéstől. Ráadásul Zsuzsa is megjelenik a házban, és mindent megtesz, hogy megakadályozza a frigyet. Szerencsére azonban mindennek ellenére az esküvőt sikerül tökéletesen lebonyolítani, amelyre hazalátogat Dani, Emma, és Vanda is. A lagzin megjelenik Zsuzsa is, és kisebb botrányt csinál részegen. Mindennek ellenére az újdonsült házasok remekül érzik magukat, és Hawaii-ra utaznak nászútra. Sajnos ott már az első nap leégnek, így kellemetlenül telik számukra az idő. Mindeközben a fiatalok otthon maradnak. Emmának gyanús lesz, hogy Vanda, aki közben már egyetemre jár, furcsán viselkedik. Később rájönnek, hogy a jegyei rettenetesek, de azt már nem tudják, hogy eközben Vanda különféle kábítószereken él. Mindeközben Péter megpróbálja visszahódítani Lindát, továbbra is sikertelenül. Később azonban egy szerencsés véletlen miatt újra összejönnek. Együtt keresik Linda titokzatos zaklatóját, aki telefonhívásokkal és különféle csomagok küldözgetésével rémisztgeti a lányt. Végül Balázs és Hanna segítségével rájönnek, hogy a zaklató mindvégig Bori volt.

### Bartha Zsolt
Zsolt pénzügyei nagyjából rendeződnek, és sikerül megszereznie a Géza által dugdosott pénzt is, fondorlatos módon. Közben újabb apaszerepre készül, gyereket szeretne Zsófitól. Ő azonban még nem érzi magát készen erre, ezért fogamzásgátlót kezd el szedni, amit eltitkol. Linda, Gizella, és Kinga megtudják ezt, és szeretnék róla lebeszélni, de hiába. Kingával össze is vesznek emiatt.

### Kertész család
Az elszenvedett ütés miatt Kinga amnéziás lesz, és úgy tűnik, az elmúlt egy-másfél év kimaradt az életéből. Még mindig Gézát hiszi férjének, Szabitól pedig nem akar semmit. Géza nagy nehezen rábeszéli Szabit, hogy az orvos tanácsára játsszák el ezt a szerepet, amit Szabi nehezen visel el. Különösen miután megtudja, hogy Géza visszaélt a helyzettel és lefeküdt Kingával. Végül Kinga visszanyeri az emlékezetét, és elküldi Gézát, de Szabit sem akarja már látni. Géza úgy dönt, nem adja fel, és különféle trükkökkel próbálkozik, amelyek azonban rendre rosszul sülnek el. Ezért aztán szövetséget köt Alízzal, aki Ádámot szeretné féltékennyé tenni valahogy. Megjátsszák, hogy együtt vannak, hogy féltékennyé tegyék a másikat.
Közben Vili bácsi és Gizella kapcsolatában is megjelenik néhány bosszantó apróság. Vili bácsi egyre több időt tölt a volt katonatársakkal és élvezi az életet a maga módján, míg Gizellának sok minden nem tetszik benne - a tangóharmonikázástól kezdve a kifogott halak megpucoltatásáig. Bár látszólag ez semmiség, Vili bácsi megismerkedik a Szabó ikrek nagymamájával, Jolival, akivel úgy tűnik, nagyon jól kijönnek.

### Novák család
Laci úgy tűnik, végre kimászik a gödörből. Juhász Gabi ugyanis hozzá költözik, és megpróbálja a romantikusabb énjét hozni, eleinte sikertelenül. Gabi átköltözik Kingához, s közben attól fél, hogy nem eléggé sovány. Laci azonban megnyugtatja, sőt még munkát is szerez neki a cégénél. Kettejük kapcsolata idillire fordul, néhány komikusabb helyzettel.
Közben Szabi rettentően dühös Gézára, amiért miatta szakított vele Kinga. Végül azonban lehiggad, és újdonsült lakótársuk, Ádám hatására férfi prostituáltként kezd el dolgozni, bár ő erről nem tud. Mikor rájön, hogy ez nem búfelejtés, azonnal kiszáll az üzletből, de Ádám nem, s emiatt sok bonyodalomba keveredik. Közben Alíz valamelyest rendbe szedi az életét, s úgy dönt, meghódítja Ádámot. Nagyot kell azonban csalódnia, de nem adja fel. Célja elérése érdekében szövetkezik Gézával.
Csaba, Laci fia az M1-es autópályán autóbalesetben életét vesztette.

### Berényi Claudia
Claudia hatalmas lelkesedéssel készül lánya esküvőjére, és a pénzt sem sajnálja erre. Kisebb gubancok adódnak azonban, ezért felveszi Alizt kisegítő munkaerőnek. Közben rendkívül bosszantónak találja, hogy Balázs és Hanna összejöttek, és titokban találkozgatnak, Miklós egyetértésével. Hogy legalább az esküvő idejére nyugtuk legyen, a fiatalok eljátsszák, hogy szakítanak, de nem sokkal később titokban újra találkozgatni kezdenek. Claudia erre végül rájön, s nagyon mérges lesz. Balázs próbálja meg kiengesztelni, sikertelenül.

## Az évad szereplői
- Balassa Imre (Kinizsi Ottó) (2012. február)
- Bartha Zsolt (Rékasi Károly)
- Berényi Attila (Domokos László)
- Berényi András (R. Kárpáti Péter)
- Berényi Bandi (Bereczki Gergő)
- Berényi Claudia (Ábrahám Edit)
- Berényi Dani (Váradi Zsolt)
- Berényi Miklós (Szőke Zoltán)
- Berényi Tímea (Rada Klaudia)
- Berényi Zsuzsa (Csomor Csilla)
- Bokros Ádám (Solti Ádám)
- Bokros Gizella (Gyebnár Csekka)
- Bokros Linda (Szabó Kitti)
- Dr. Balogh Nóra (Varga Izabella)
- Fekete Alíz (Nagy Alexandra)
- Fekete Luca (Koller Virág
- Fekete Szabolcs (Bozsek Márk)
- Harmathy Emma (Marenec Fruzsina)
- Holman Hanna (Nyári Diána)
- Holman Rita (Bognár Gyöngyvér)
- Illés Júlia (Mérai Katalin)
- Illés Péter (Barna Zsombor)
- Illés Vanda (Kardos Eszter)
- Jenes Balázs (Aradi Balázs)
- Juhász Gabi (Peller Anna)
- Kertész Géza (Németh Kristóf)
- Kertész Vilmos (Várkonyi András)
- Kovács Karolina (Nagy Karina)
- Kiss Bori (Tóth Szilvia) (2011. október–november)
- Nádor Kinga (Balogh Edina)
- Novák Csaba (Kőváry Tamás) (2012. február)
- Novák László (Tihanyi-Tóth Csaba)
- Molnár Teó - Honvéd Attila
- Szilágyi Andrea (Deutsch Anita)
- Szilágyi (régen Novák) Éva (Csapó Virág) (2012. február)
- Szilágyi Oszkár (Z. Lendvai József)
- Szentmihályi Zsófia (Lékai-Kiss Ramóna)

## Érkezések

### Visszatérők
Néhány rég nem látott szereplő visszatért a sorozatba.
- Berényi Zsuzsa 2007-ben távozott a sorozatból. 2011 őszén visszatért, hogy visszaszerezze régi férjét, Andrást, sikertelenül. A balatoni családi házba költözött ideiglenesen.
- Berényi Dani apja esküvőjére tért vissza.
- Harmathy Emma szintén apja esküvőjére tért haza Franciaországból, de Danival ellentétben Emma még pár hétig maradt, majd visszarepült Nizzába.
- Illés Vanda is visszatért anyja és András esküvőjére. Kiderült, hogy rászokott a drogozásra, ezért most Bécsben egy rehabilitációs központban van, hogy le tudjon szokni a kábítószerről.
- Kovács Karolina, Berényi Attila lánya is látható volt pár hónapot a sorozatban, majd vidékre költözött.
- Szilágyi Andi is nemsokára újra a Mátyás király téren lesz.
- Novák Csaba csak 1 részben, Laci álmában szerepelt, azonban autóbaleset következtében meghalt, apja, Laci pedig nehezen viseli ezt.
- Szilágyi Éva (régebben Novák Éva), Laci volt felesége, és Csaba édesanyja 9 év után idén februárban újra a Mátyás király téren volt. Csaba temetésére jött vissza, és csak pár rész erejéig maradt.
- Balassa Imre is visszatért Csaba temetésére, csak pár jelenet erejéig maradt a sorozatban.

### Befejező rész évadzáró
Júlia a padláson várakozik Attilára, de egy váratlan pillanatban Gizi (nem szándékosan) felgyújtja a padlást és az ajtót bezárja. Miklós tesz egy ajánlatot Zsófinak, ha lefekszik vele, kifizeti az elcsórt bunda árát. Kinga és Ádám egymásra találnak?

## Érdekességek
- A Berényi Miklóst játszó Szőke Zoltán ebben az évadban merőben új frizurával, csaknem kopaszon jelent meg.